# Mediastinum testis
O mediastino do testículo (mediastinum testis) é uma rede de tecido conjuntivo fibroso que se estende do topo até perto do fundo de cada testículo. É mais largo na parte de cima do que abaixo.
Numerosos septos imperfeitos são emitidos a partir de sua frente e lados, que irradiam para a superfície dos testículos e estão ligados à túnica albugínea. Estes dividem o interior dos testículos em vários espaços incompletos chamados lóbulos. Estes são um pouco em forma de cone, sendo largos em suas bases na superfície da glândula, e se tornando mais estreitos à medida que convergem para o mediastino.
O mediastino sustenta o rete testis e os vasos sanguíneos dos testículos em sua passagem para e da substância da glândula.

## Imagens adicionais

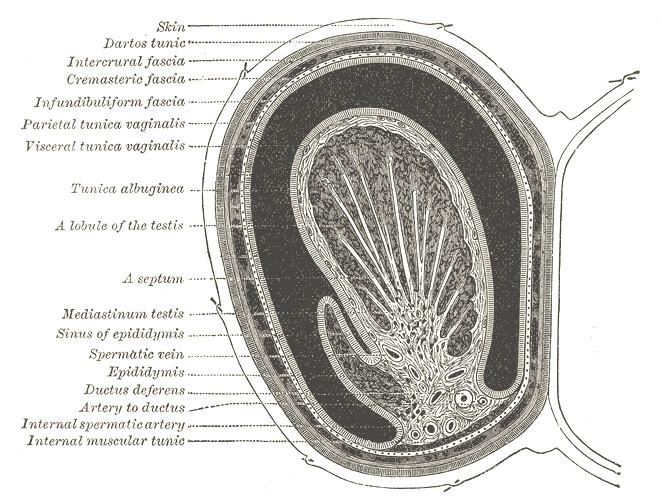
Secção transversal através do lado esquerdo do escroto e do testículo esquerdo.
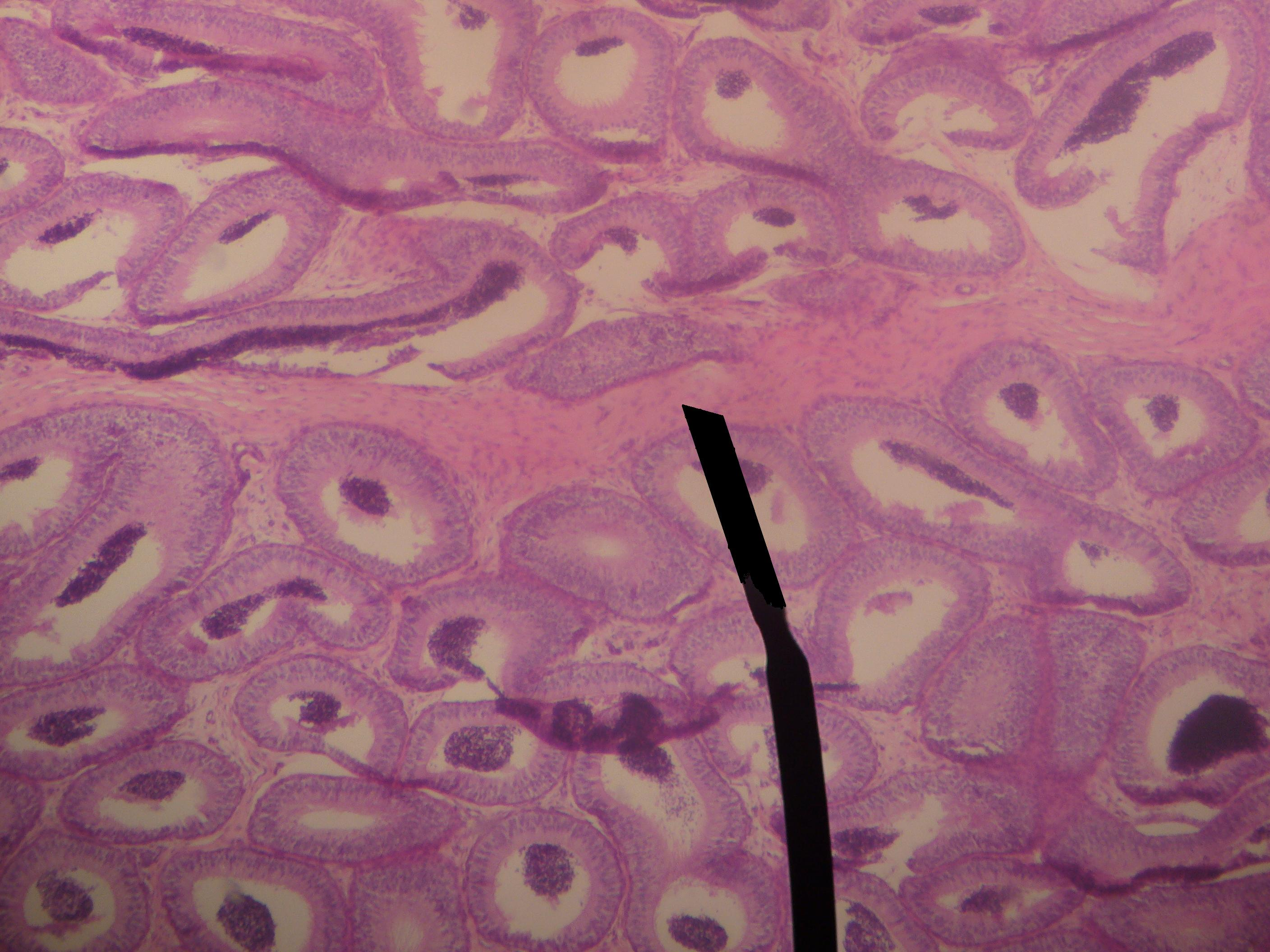
Imagem microscópica.